# 瓦盧瓦的讓娜 (1343年—1373年)
瓦盧瓦的讓娜（法語：Jeanne de Valois，1343年6月24日—1373年11月3日），納瓦拉王后，法國國王約翰二世的女兒。

## 家庭
1352年，讓娜與納瓦拉國王卡洛斯二世結婚，兩人共有2子2女：
1. 瑪麗亞（1360年—1400年）
2. 卡洛斯（1361年—1425年），納瓦拉國王
3. 佩德羅（西班牙语：Pedro de Navarra (conde de Mortain)）（1366年—1412年）
4. 胡安娜（1368年—1437年），英格蘭亨利四世王后